# مايكل كارباخال
مايكل كارباخال (بالإنجليزية: Michael Carbajal) مواليد 17 سبتمبر 1967 في أريزونا، الولايات المتحدة، هو ملاكم أمريكي يصنف ضمن فئة وزن الذبابة. حقق بطولة المجلس العالمي للملاكمة وبطولة الاتحاد الدولي للملاكمة وبطولة منظمة الملاكمة العالمية. شارك في دورة الألعاب الأولمبية الصيفية.

## إحصائيات
خاض خلال مسيرته 53 نزالا، فاز في 49 وتعادل في 0 وخسر في 4. فاز بالضربة القاضية في 33 نزالا.

## الميداليات
| الميدالية | المسابقة                       |
| --------- | ------------------------------ |
| فضية      | الألعاب الأولمبية الصيفية 1988 |
| فضية      | دورة الألعاب الأمريكية 1987    |

## روابط خارجية
- مايكل كارباخال على موقع بوكس ريك (الإنجليزية) (registration required)
- مايكل كارباخال على موقع اللجنة الأولمبية الدولية (الإنجليزية)
- مايكل كارباخال على موقع أوليمبيديا (الإنجليزية)